# Гурдон (округ)
Гурдон (фр. Gourdon) — округ (фр. Arrondissement) во Франции, один из округов в регионе Юг-Пиренеи. Департамент округа — Ло. Супрефектура — Гурдон.
Население округа на 2006 год составляло 42 872 человек. Плотность населения составляет 29 чел./км². Площадь округа составляет всего 1487 км².